# Ольшини (Нижньосілезьке воєводство)
Ольшини (пол. Olszyny, нім. Erlendorf) — село в Польщі, у гміні Каменна Ґура Каменноґурського повіту Нижньосілезького воєводства.
Населення — 332 особи (2011).
У 1975-1998 роках село належало до Єленьоґурського воєводства.

## Демографія
Демографічна структура станом на 31 березня 2011 року:
|          | Загалом | Допрацездатний вік | Працездатний вік | Постпрацездатний вік |
| -------- | ------- | ------------------ | ---------------- | -------------------- |
| Чоловіки | 155     | 29                 | 117              | 9                    |
| Жінки    | 177     | 42                 | 106              | 29                   |
| Разом    | 332     | 71                 | 223              | 38                   |